# Tanguy Coulibaly
Tanguy Coulibaly (Sèvres, 18 de febrero de 2002) es un futbolista francés que juega como delantero en el Montpellier H. S. C. de la Ligue 2.

## Carrera

### París Saint-Germain
Coulibaly es producto de la cantera del Paris Saint-Germain. Durante la temporada 2018-19, Tanguy jugaba para el PSG u19, anotando 1 gol asistiendo 2 veces en siete partidos de la Liga Juvenil de la UEFA. Abandonó el PSG en 2019, sin llegar a debutar en el primer equipo.

### Vfb Stuttgart
El 2 de junio de 2019 fichó por el VfB Stuttgart por 4 años. Debutó en la 2. Bundesliga el 20 de octubre de 2019 en un encuentro contra el Holstein Kiel.
Anotó su primer tanto para el VfB Stuttgart en una derrota por 3-1 contra el Bayern Múnich el 28 de noviembre de 2020. El 12 de diciembre metió gol en una victoria por 5-1 contra el Borussia Dortmund en el Westfalenstadion.
En diciembre de 2023 fichó por el Montpellier H. S. C. como agente libre tras haber finalizado su contrato con el equipo alemán en el mes de junio.

## Selección nacional
En 2019 fue convocado por la selección de Malí sub-20 para disputar el Mundial sub-20 disputado en Polonia.

## Estadísticas
| Equipo           | Temporada | Liga          | Liga        | Liga  | Copa        | Copa  | Otros       | Otros | Total       | Total |
| Equipo           | Temporada | División      | Apariciones | Goles | Apariciones | Goles | Apariciones | Goles | Apariciones | Goles |
| ---------------- | --------- | ------------- | ----------- | ----- | ----------- | ----- | ----------- | ----- | ----------- | ----- |
| VfB Stuttgart II | 2019-20   | Oberliga      | 8           | 0     | 0           | 0     | —           | —     | 8           | 0     |
| VfB Stuttgart    | 2019-20   | 2. Bundesliga | 2           | 0     | 0           | 0     | —           | —     | 2           | 0     |
| VfB Stuttgart    | 2020-21   | Bundesliga    | 26          | 2     | 2           | 0     | —           | —     | 28          | 2     |
| VfB Stuttgart    | Total     | Total         | 28          | 2     | 2           | 0     | —           | —     | 30          | 2     |
| Total            | Total     | Total         | 36          | 2     | 2           | 0     | —           | —     | 38          | 2     |